# Surinam na Letnich Igrzyskach Olimpijskich 1992
Surinam na Letnich Igrzyskach Olimpijskich 1992 reprezentowało sześciu zawodników: pięciu mężczyzn i jedna kobieta. Był to szósty start reprezentacji Surinamu na letnich igrzyskach olimpijskich. Anthony Nesty zdobył pierwszy brązowy medal dla Surinamu.

## Zdobyte medale
| Medal | Zawodnik      | Dyscyplina | Konkurencja                      | Rezultat |
| ----- | ------------- | ---------- | -------------------------------- | -------- |
| Brąz  | Anthony Nesty | Pływanie   | 100 m stylem motylkowym mężczyzn | 53,41 s  |

## Skład kadry

### Kolarstwo szosowe
Mężczyźni
- Realdo Jessurun - wyścig ze startu wspólnego - nie ukończył wyścigu,

### Lekkoatletyka
Kobiety
- Letitia Vriesde

bieg na 800 m - odpadła w półfinale,
bieg na 1500 m - odpadła w półfinale,
Mężczyźni
- Tommy Asinga - bieg na 800 m - odpadł w półfinale,

### Pływanie
Mężczyźni
- Enrico Linscheer

50 m stylem dowolnym - 33. miejsce,
100 m stylem dowolnym - 47. miejsce,
- Giovanni Linscheer

100 m stylem dowolnym - 37. miejsce,
100 m stylem motylkowym - 37. miejsce,
- Anthony Nesty - 100 m stylem motylkowym - 3. miejsce